# KPD Zenica
Kazneno-popravni dom Zenica, kazneno-popravni zavod zatvorenog tipa u Zenici. Najveći i najstariji zatvor u Bosni i Hercegovini. Jedini je zatvor zatvorene vrste u Federaciji BiH, dok je ostalih šest poluzatvorene vrste. Pritvorski odjel može primiti 770 zatočenika, a za osobe koje izdržavaju alternativnu mjeru (s elektronskom narukvicom) ima 40 do 50 postelja.

## Povijest
Otvoren je za vrijeme Austro-Ugarske. Građen je u više faza počevši od 1886. do 1904. godine. Kad je građen, bio je udaljen od grada, a kasnijim rastom grada, nova naselja se primiču zatvorskom krugu. 
Nosio je ime Središnji kazneni zavod za Bosnu i Hercegovinu, pa poslije Zemaljska kaznionica. Godine 1906. zabilježeno je više od tisuću zatvorenika. U zatvoru je sproveden tzv. progresivni irski sustav izdržavanja kazne, u kojem se zatvorenik tijekom izdržavanja kazne bavi nekim od korisnih zanimanja.
U drugom svjetkom ratu mnogi pristaše partizanskog pokreta u Zenici, koji je ovdje bio aktivan, mučeni su i ubijeni u ovoj kaznionici. U bošnjačko-hrvatskom sukobu bio je logor za Hrvate.

## Poznati zatočenici

### Austro-Ugarska (1886. – 1918.)
- Ivo Andrić, nobelovac[4]
- Gavrilo Princip, Nedeljko Čabrinović, Muhamed Mehmedbašić, Vaso Čubrilović – sudionici u atentatu na Franju Ferdinanda

### Kraljevina Jugoslavija
- Zlatko Šnajder, jedan od sedmorice sekretara SKOJ-a

### SFRJ
- Petar Čule, rimokatolički biskup[5]
- Varnava Nastić, srpski pravoslavni biskup i svetac
- Vojislav Šešelj, srp. političar[6]
- Alija Izetbegović, bošnjački političar[7]
- Zlata Bartl, znanstvenica

### BiH
- Branimir Glavaš, hrvatski političar
- Edin Garaplija, agent AID-a

## Popularna kultura
- Spominje se u pjesmi Zabranjenog pušenja Zenica blues.
- Spominje se u pjesmi K. P. dom Dubioza Kolektiv.
- Ultrasi nogometnog kluba Čelika iz Zenice uzeli su nadimak Robijaši.

## Vanjske poveznice
- Službene stranice